# النوبة (حبيش)

تعديل مصدري - تعديل

النوبة محلة تابعة لقرية نوعان، التابعة لعزلة الصدر بمديرية حبيش إحدى مديريات محافظة إب في الجمهورية اليمنية، بلغ تعداد سكانها 36 حسب تعداد اليمن لعام 2004.